# Fortezza di Poenari
La fortezza di Poenari (in romeno Cetatea Poenari), nota anche come castello di Poenari, (IPA: [po.eˈnarʲ])) è una fortezza situata nel comune di Arefu, nel Distretto di Argeș (Romania), affacciata sulla valle scavata dal fiume Argeş.

## Storia
Fu eretto nel XIII secolo durante il regno di Valacchia, divenendo nel XIV secolo il castello più importante della famiglia dei Basarabidi. A distanza di pochi decenni il castello venne abbandonato e versò in rovina fino al XV secolo, quando venne recuperato e rafforzato da Vlad III di Valacchia, il personaggio storico ispiratore del mito di Dracula, che pare utilizzò prigionieri turchi per ricostruirlo.
Nel 1462 il fratello Radu, al comando di un'armata turca, assediò il castello. La leggenda vuole che, di fronte alla prospettiva di un assalto turco vittorioso l'indomani, la moglie di Vlad si gettò nel sottostante fiume (un affluente dell'Argeş, da allora chiamato Râul Doamnei, cioè "fiume della signora" o "della principessa"), mentre Vlad fuggì sulle montagne con l'aiuto degli abitanti della vicina Arefu (cui successivamente donò delle terre per dimostrare la propria gratitudine, cosa storicamente riconosciuta). Tale leggenda viene citata nel film Dracula di Bram Stoker di Francis Ford Coppola.
A seguito della morte di Vlad III, nel 1476, il castello fu nuovamente abbandonato.
Attualmente è raggiungibile solo 2 volte al giorno, previa prenotazione, salendo una scalinata di 1.480 gradini.

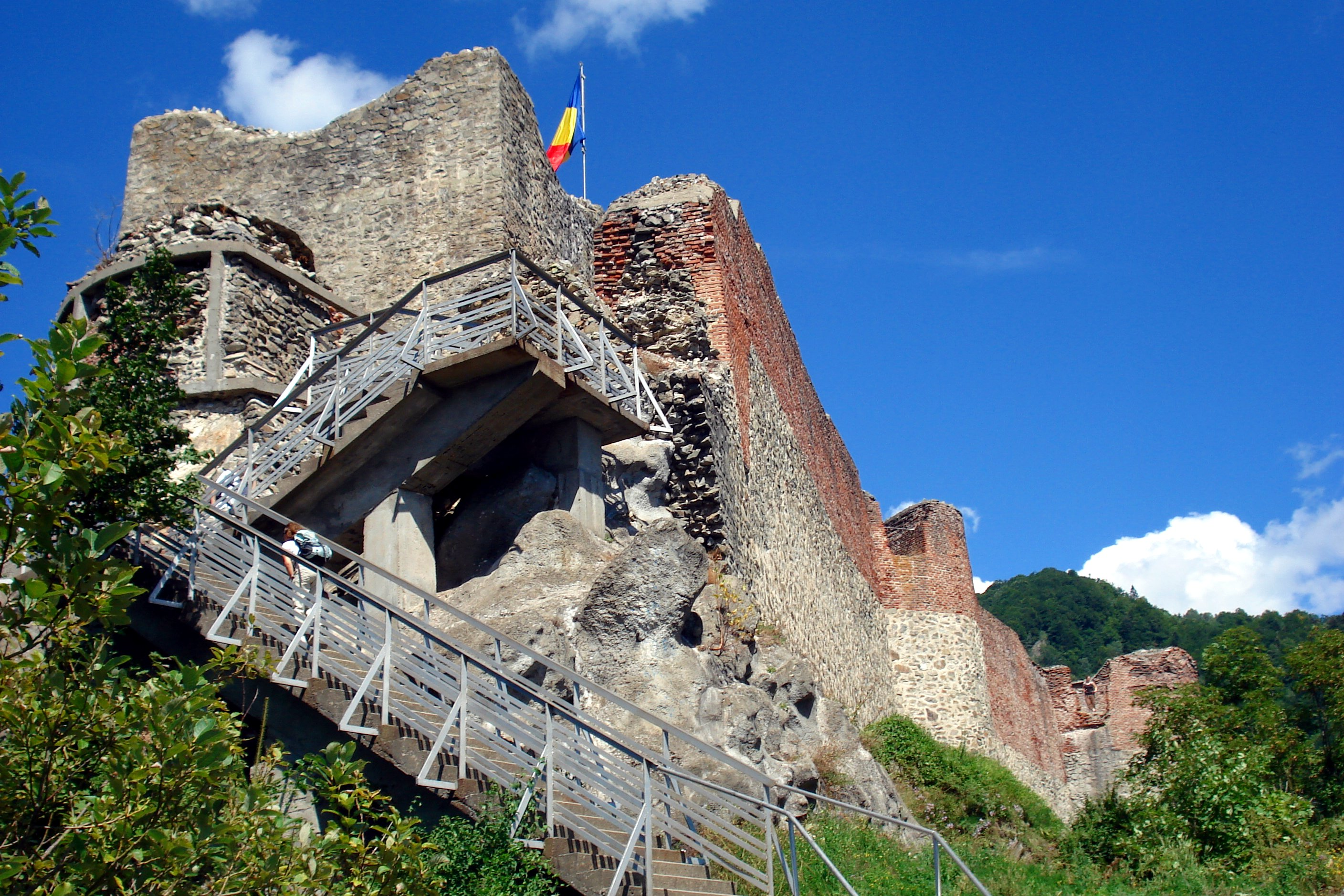
Rovine del castello di Poenari a nord di Curtea de Argeș in Romania.

A sud si trova la città di Curtea de Argeș (in ungherese Argyasudvarhely) (un municipio della Romania di 32.848 abitanti, ubicato nel distretto di Argeș, nella regione storica della Muntenia). Essa è una delle più antiche città della Romania. Secondo la tradizione fu fondata all'inizio del XIII secolo da Negru Vodă (o Radu Negru), succedendo a Câmpulung come capitale della Valacchia, da cui il nome Curtea (Corte).